# Juan Manuel Perillo
Juan Manuel Perillo Nació En (Buenos Aires, 9 de abril de 1985) es un futbolista argentino. Juega de centro delantero actualmente En Club Sportivo Los Los De La Liga Tabacalera De Futbol Chicoana Salta 

## Trayectoria
Se inició en las divisiones menores de Boca Juniors. Al no tener lugar en el primer equipo es cedido a Juventud Antoniana, equipo que por aquel entonces disputaba la Primera "B" Nacional. Participó en 16 encuentros y marcó 2 goles. Posteriormente Boca Juniors, lo cede a Deportivo Quito de Ecuador, donde no logra continuidad.
Jugó para el Once Caldas colombiano; el Pierikos FC griego; y recaló en Universitario de Deportes de Perú, club con el que disputó la Copa Libertadores de 2009.
En 2010 vuelve al fútbol de ascenso argentino, al fichar por Central Norte de Salta, club en donde logra destacarse. Jugaría también para los clubes Mitre, San Antonio y San Martín de dicha localidad, radicándose definitivamente en la Ciudad de Salta, y disputando los Torneos Federal A, B, y C.
Disputó el Torneo Regional Amateur 2019 con Olimpia Oriental de Rosario de Lerma, marcándole un gol a su exequipo Central Norte, a pesar de no lograr conseguir la victoria. 
En 2020, llega a Gimnasia y Tiro, convirtiéndose así en uno de los pocos jugadores que pasaron por los tres "grandes de Salta".

## Clubes
| Club                                                                            | País      | Año                   | PJ | Goles | Promedio |
| ------------------------------------------------------------------------------- | --------- | --------------------- | -- | ----- | -------- |
| Boca Juniors                                                                    | Argentina | 2005                  | 0  | 0     | 0        |
| Juventud Antoniana                                                              | Argentina | 2006                  | 16 | 2     | 0,13     |
| Deportivo Quito                                                                 | Ecuador   | 2006                  | 0  | 0     | 0        |
| Once Caldas                                                                     | Colombia  | 2007                  | 16 | 3     | 0,19     |
| Pierikos                                                                        | Grecia    | 2007-2008             | 8  | 1     | 0,13     |
| Universitario                                                                   | Perú      | 2008-2009             | 14 | 3     | 0,22     |
| Central Norte                                                                   | Argentina | 2010-2011 y 2012-2015 | 94 | 22    | 0,23     |
| Juventud Antoniana                                                              | Argentina | 2011-2012             | 22 | 11    | 0,50     |
| Club Atlético Mitre (Salta)                                                     | Argentina | 2016                  | 26 | 7     | 0,27     |
| Güemes de Santiago del Estero                                                   | Argentina | 2016-2018             | 29 | 7     | 0,24     |
| Villa San Antonio                                                               | Argentina | 2018                  |    |       |          |
| Club Social y Deportivo Don Jose San Martín Sarandi (Provincia de Buenos Aires) | Argentina | 2018                  |    |       |          |
| Olimpia Oriental Rosario de Lerma (Salta)                                       | Argentina | 2019                  |    |       |          |
| Gimnasia y Tiro                                                                 | Argentina | 2020                  |    |       |          |
| Juventud Antoniana                                                              | Argentina | 2022                  |    |       |          |

## Palmarés
| Título                 | Club              | Año  |
| ---------------------- | ----------------- | ---- |
| Torneo Descentralizado | Universitario     | 2009 |
| Torneo Federal C       | Villa San Antonio | 2018 |